# Volcanale
Svetišče Vulkana (italijansko: Volcanale) ali Volkanale, je bilo sveto območje od 8. stoletja pred našim štetjem na prihodnjem mestu Rimskega foruma v Rimu, sodobni Italiji . Posvečen Vulkanu, rimskemu bogu ognja, je tradicionalno veljal za spomin na mesto, kjer sta legendarna Romul in Tit Tatij sklenila mirovni sporazum med plemeni, znanimi kot Latinci - na Palatinskem griču - in Sabinci - na Kvirinalu in Eskvilinu . Ta slavna združitev vasi na gričih naj bi bila temelj rimske države. 

## Opis
Prvotni Volkanale je bil na oltar na prostem na pobočjih Kapitolskega griča, na območju, ki je kasneje postal Comitium in Rimski forum. Bil je na odprtem, med vasmi, v dneh pred nastankom Rima, ker je bil bog ognja ocenjen kot preveč uničujoč, da bi se lahko našel kjerkoli v bližini hiš. (V glavnem so ga častili, da bi preprečili požare.) V njem je bilo lotosovo drevo in ciprese, ki so bile dolgo čaščene kot starejše od samega Rima. Po literarnih virih je na mestu prvotno nastala skulptura štirikolesne kočije (kvadriga), ki praznuje Romulovo zmago nad Caeninseni (državljani Caenine – mesto v Laciju) - in naj bi bila posvečena samemu Romulu. Kasneje je bila dopolnjeno s kipom tega kralja, napisom z grškimi črkami in praznovanjem njegovih dejanj . Drugi spomeniki, ki so bili postavljeni tukaj od najzgodnejših časov, so bili kip Horacija Kokla in drugega, stoječega na stebru, ki je predstavljal igralca, ki ga je med igro v Circusu Maximusu zadela strela. Za izkopanim temeljem Vulkanovega oltarja so sledi stopnic, izrezanih v tuf Kapitolskega griča, ki vodijo do veže Konkordijinega templja na severozahod. 

## Zgodovina
Poleg vunkcije za bogoslužje, je bil Volkanale v času rimske monarhije mesto zbiranja, preden je obstajal Comitium in stara Rostra (Rostra Vetera). Po dolgoletni rimski tradiciji je v tem času Volkanale služil kot ploščad govornikom , funkcija, ki jo je kasneje prevzela neposredno sosednja Rostra. Arhaično najdišče je bilo že dolgo spoštljivo ohranjeno, ko ga je leta 9 cesar Avgust prenovil z novim marmornim oltarjem (odkrit leta 1548 in zdaj v Neapeljskem muzeju). Cesar Domicijan (med letoma 81-96) je storil enako, predstavil je nov oltar iz marmorja in žrtvoval rdeče tele in merjasca. Kasneje v cesarskem obdobju je območje Volkanale trpelo zaradi zelo omejenih in delno odpravljenih gradbenih del, povezanih s širitvijo Konkordijinega templja, gradnjo sosednjega slavoloka Septimija Severa in drugih javnih del.

## Lega
Natančna lokacija Volkanala znotraj zahodnega konca Rimskega foruma ni povsem jasna . Dve mesti sta bili resno predlagani.
Giacomo Boni, ki je na tem območju obsežno izkopaval leta 1899-1905, je kot Volkanale postavil območje približno 40 metrov jugozahodno od Lapisa Nigra. To je tik za Umbilicus Urbi  in (prihodnjo) novo Rostro (Rostra Augusti) . Boni je tukaj odkril majhno svetišče, ki je bilo izrezano neposredno iz naravnega tufa in je imelo bloke, ki so določali območje okrožja (opredeljeno iz literarnih virov kot območje Volcanale). To izkopano območje je veliko približno 13 x 9 čevljev, vendar se zdi, da je bil prvotni Volkanale nekoliko večji. Bonijeva identifikacija tega mesta je stala skoraj 80 let.
Leta 1983 pa je Filippo Coarelli povezal Volkanale s krajem (ki ga je Boni odkril že desetletja prej), ki so ga v imperialnih časih imenovali Lapis Niger. To arhaično (8. stoletje pr. n. št.) sveto mesto je bilo bolj ali manj sodobno z Volkanalom. Tudi tukaj je bil najden oltar (znan kot »oltar G-H« za arheologe) in Coarelli je predlagal, da se Volkanale ne samo povezuje z njim, ampak je bil morda identičen s tem svetiščem. (Po njegovem mnenju je bil oltar, ki ga je Boni označil kot Volkanale, dejansko Ara Saturni, ali Saturnov oltar). Coarellijeva hipoteza je naletela na mešan sprejem, medtem ko številni organi menijo, da je pravilen , drugi strokovnjaki še naprej vztrajajo, da je mesto Bonija pravilno. Na primer, Richardsonov avtoritativni Nov topografski slovar antičnega Rima, ki je izšel skoraj 10 let po Coarellijevem delu, pravi:
 Volkanale je bil izrazito višji od foruma ... in Comitiuma ... [T] so kralji in magistri tam opravljali javna dela ... tamkajšnji javni sestanki so redno potekali .... [Ta] je bil tudi dovolj velik, da je vključeval bronste edikule .... Vse to skupaj nakazuje, da je prvotno Volkanale pokril spodnje pobočje Kapitola vzdolž stopnišča, ki se je širilo med Via Sacra na grič, območje, ki ga je kasneje prekril Konkordijin tempelj. 